# Kloster Hertlingshausen
Kloster Hertlingshausen war ein 1521 aufgehobenes Augustiner-Chorfrauen-Kloster, das in der heutigen rheinland-pfälzischen Gemeinde Carlsberg, Ortsteil Hertlingshausen, im Landkreis Bad Dürkheim, lag und die Keimzelle dieses Ortes ist. Es existieren keine Reste mehr davon.

## Geschichte
Der Frauenkonvent wurde um 1160, als Filiale des benachbarten, älteren Augustiner-Chorherren Stifts Höningen gegründet. Schirmherren, eventuell auch Stifter, waren die Grafen von Leiningen, in deren Territorium das Kloster lag und die auch Höningen gestiftet hatten. Sie besaßen u. a. eine Gruft in der Hertlingshauser Kirche. Die erste urkundliche Erwähnung erfolgte im Jahre 1212, in einer Urkunde des Bischofs Luitpold von Worms, in der dieser dem Abt des Klosters St. Martin in Glandern (auch Lungenfeld genannt) erlaubte, die Gefälle der Kirchen in Grünstadt und Mertesheim zum Nutzen seines Klosters zu verwenden. Als Zeuge dieser Urkunde tritt ein „Rustein“, Vorsteher (Propst) des Klosters Hertlingshausen auf.
Kloster und Kirche waren St. Maria geweiht. Es befand sich im Bereich der nunmehrigen Klosterhofstraße, nahe beim heutigen Friedhof des Dorfes.
Nur wenige Fakten zur Klostergeschichte sind überliefert.

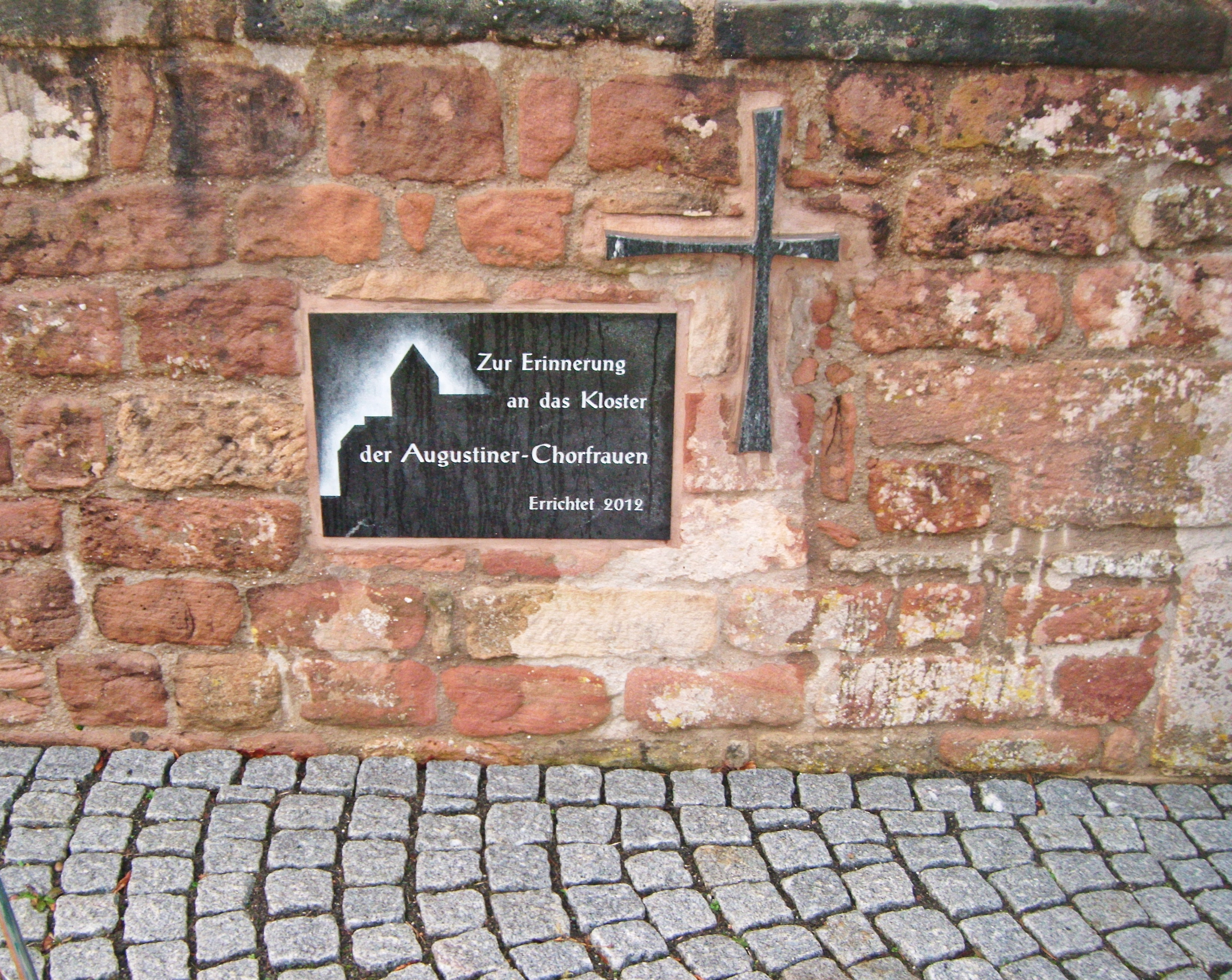
Denkmal zur Erinnerung an das Kloster Hertlingshausen (am Friedhofseingang Hertlingshausen)

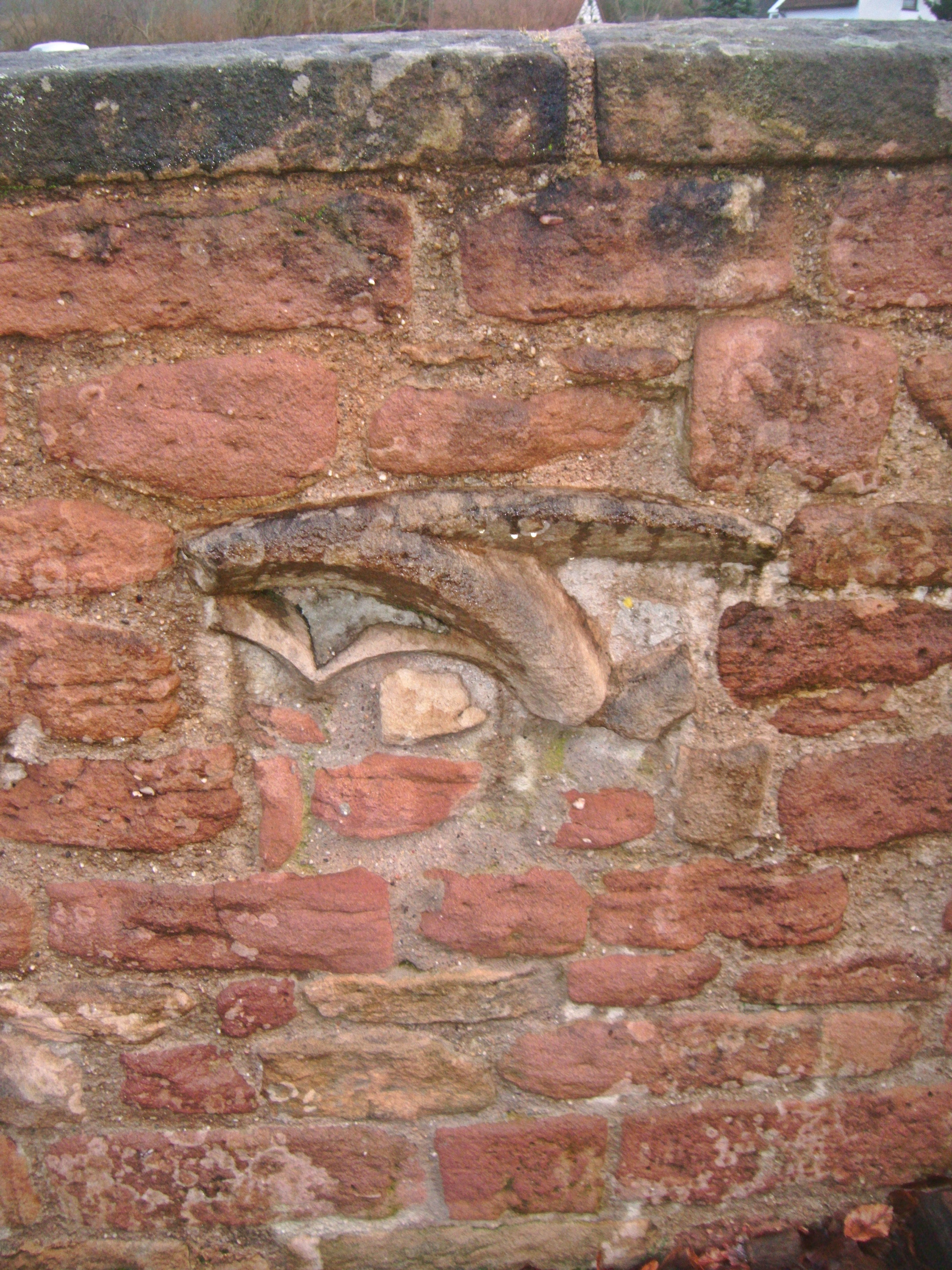
Maßwerkspolie, eingelassen in die Friedhofsmauer von Hertlingshausen

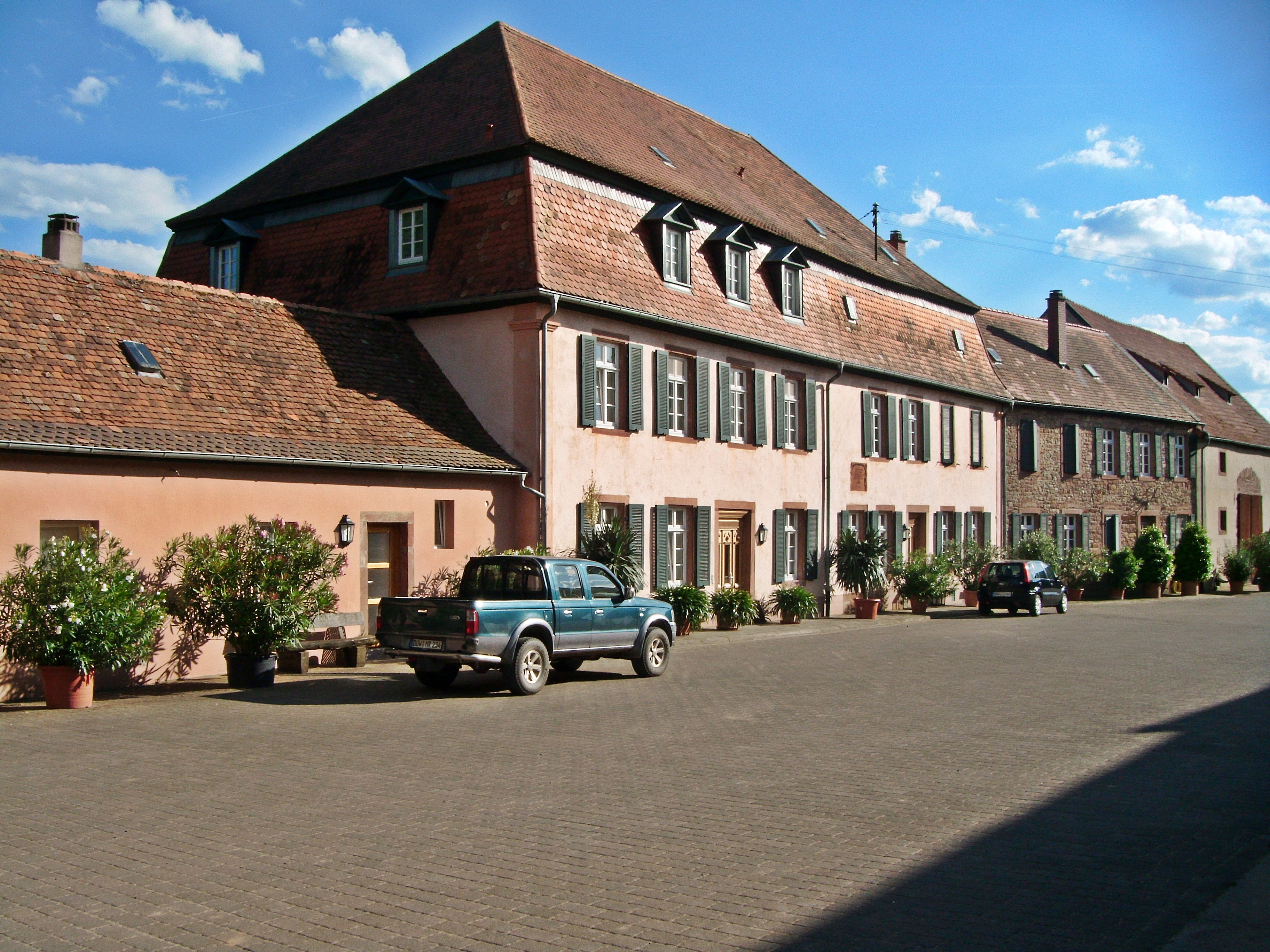
Das Schlossgut Quirnheim (ehemaliger Hertlingshauser Klosterhof)

1240 bewilligte der Limburger Abt Ulrich den Hertlingshäuser Klosterfrauen, sich in seinem Wald mit Bau- und Brennholz zu versehen, sowie das Klostervieh auf seine Weiden zu treiben. Dafür verpflichteten diese sich zur jährlichen Lieferung von acht Lämmern und 15 „herrlichen“ Käsen an die Abtei Limburg; einer der frühesten urkundlichen Belege zur Käseherstellung in der Pfalz. Um diese Zeit wurde in Hertlingshausen ein Kreuzgang errichtet, wobei die erlangte Holzgerechtigkeit den Bau förderte. Damals war ein Bechtold Propst des Klosters. Ihm oblag der Gottesdienst für die Schwestern und die äußere, hauptsächlich finanzielle Verwaltung, während die Meisterin für die inneren Angelegenheiten der Ordensgemeinschaft sorgte. Es ist nur eine einzige Meisterin von Hertlingshausen namentlich bekannt, Sophia Gräfin von Leiningen, welche 1404 Klostergüter in Herxheim am Berg veräußerte. Am 4. Dezember 1434 gewährte Papst Eugen IV. in Florenz einen Ablass für Gläubige, die an bestimmten Feiertagen die Klosterkirche Hertlingshausen andächtig besuchten und Almosen zu ihrer Renovation spendeten. 1459 verpfändete das Kloster seinen Hof zu Quirnheim an den Burgmann Menges von Stauf. Er wurde später zum Schloss der Herren Merz von Quirnheim umgebaut, das noch existiert (2013). Auch das Patronat der unmittelbar daneben liegenden Dorfkirche St. Maria und St. Martin gehörte dem Kloster Hertlingshausen.
Mitte des 15. Jahrhunderts versuchte Landgraf Hesso von Leiningen, den spirituell und finanziell heruntergekommenen Konvent durch einen Anschluss an das Kloster Stephansfeld (heute ein Ortsteil von Brumath im Elsass) zu reformieren, welches dem Augustinischen Orden von Hl. Geist angehörte. Danach scheint in Hertlingshausen auch eine kleine Gemeinschaft dieses Ordens ansässig gewesen zu sein, möglicherweise um die Aufsicht über das Nonnenkloster zu führen. Es ist urkundlich belegt, dass sich der ledige Graf Bernhard von Leiningen (Sohn von Graf Emich VII. und seiner Gattin Beatrix von Baden), ein Cousin des Seligen Markgrafen Bernhard von Baden, 1475 der „Bruderschaft des Heiligen Geist Ordens zu Hertlingshausen bei Altleiningen“ anschloss. Er starb um das Jahr 1495.
1460 brannten Hardenburger Fußknechte Hertlingshausen nieder. Sie kämpften gegen die Leininger, welche sich mit Kurfürst Friedrich I. von der Pfalz solidarisiert hatten, der um seine Anerkennung als Pfälzer Kurfürst stritt. Es folgten weitere kriegerische Auseinandersetzungen um die Erbfolge im Hause Leiningen, in denen das Kloster ebenfalls bedeutenden Schaden nahm und fast gänzlich unterging. 1479 übergab Graf Reinhard IV. von Leiningen-Westerburg (1453–1522) dem Stephansfelder Meister Jakob Reck Kloster Hertlingshausen, mit allen Rechten und Besitzungen und beauftragte ihn, den Konvent zu reorganisieren sowie den dortigen Gottesdienst wieder aufleben zu lassen.
Im Landshuter Erbfolgekrieg wurde das Kloster 1504 durch Pfalzgraf Alexander von Pfalz-Zweibrücken erneut geplündert und zerstört. Hiervon erholte es sich nicht mehr. Graf Reinhard IV. von Leiningen-Westerburg beantragte in Rom seine Aufhebung, die Papst Leo X. 1521 genehmigte. Der Graf errichtete auf päpstliche Weisung stattdessen in Hertlingshausen eine Pfarrei, woraus zu ersehen ist, dass zu dieser Zeit die zugehörige Ortschaft bereits existierte, wenngleich sie nur 5 Haushalte aufwies. Die Seelsorge übernahm ein Pater aus Höningen und die Erlöse aus den Gefällen gingen nach Abzug aller Unkosten an das Kloster Stephansfeld. Als die Glaubensspaltung einsetzte und die Reformation sich im Leininger Gebiet weitgehend durchsetzte, verkaufte das weit entfernt liegende Kloster Stephansfeld 1538/39 alle seine vom Kloster Hertlingshausen herrührenden Besitztümer in Kallstadt, Herxheim am Berg, Leistadt, Großbockenheim, Kleinbockenheim und Kindenheim an die Grafen Emich X. bzw. Cuno II. von Leiningen, womit sich auch der ehemalige Klosterbesitz auflöste.

## Die Klosterbauten
Die Historiker Lehmann, Frey und Remling beschrieben in den 1830er Jahren übereinstimmend das Schicksal der Klostergebäude:
Johann Georg Lehmann schrieb 1832, dass nur noch wenige Spuren zu sehen seien, „nur die Grundmauern der schmalen Kloster-Kirche, welche vor 30 Jahren noch unversehrt mit ihren gothischen verzierten Fenstergestellen vorhanden war, und an welcher nur der Dachstuhl fehlte, sind noch vorhanden.“
Michael Frey konstatierte 1836: „Von der uralten Kloster- und späteren Pfarrkirche stand ums Jahr 1800 noch der ganze Bau, mit Ausnahme des Dachstuhls, in seiner schmalen Form, mit den gotischen und verzierten Fenstergestellen. Er wurde seither bis aufs Fundament abgebrochen und zu Bauten verwendet, so daß dermalen, außer ihren Grundmauern, nur einige Spitzbögen von dem, das Kloster mit der Kirche verbindenden Kreuzgange in der daneben stehenden Scheune vorhanden sind. Im vorigen Jahrhunderte fanden sich noch mehrere Grabsteine dieser Klosterkirche, welche von der Gruft herrührten, die unter der Klosterkirche selbst angebracht worden war.“ Außerdem benennt er die Heiligen Nikolaus und Udalrikus als Mitpatrone der Kirche.
Franz Xaver Remling beschrieb 1836 noch einige gotische Spitzbögen vom ehemaligen Kreuzgang, die damals in der Scheune einer „Ziegelhütte“ eingemauert waren. Die mit gotischen Fensterrahmen versehenen Reste der alten Kirche seien schon um 1800 abgetragen und als Baumaterial verwendet worden.

## Gedenken

Ortswappen Carlsberg, mit der Lilie als Symbol für das Kloster Hertlingshausen

Inzwischen sind keine baulichen Relikte der Anlage mehr vorhanden, lediglich einige Spoliensteine minderer Qualität, eingelassen in die Friedhofsmauer bzw. an Privathäusern. Am Friedhofseingang ist dem Kloster seit 2012 ein Denkmal gewidmet. Ansonsten erinnert noch die Klosterhofstraße an den untergegangenen Frauenkonvent bzw. an den Klosterhof, der 1585, aus den Klostergebäuden, als landwirtschaftliches Gut entstand. Alle alten Häuser des Dorfes sind weitgehend aus den behauenen Sandsteinen des Klosterkomplexes erbaut.
Hertlingshausen wurde 1969 in das benachbarte Carlsberg eingemeindet. Im Ortswappen soll die Lilie an das untergegangene Chorfrauen-Kloster Hertlingshausen erinnern.

## Erhaltene Spolien

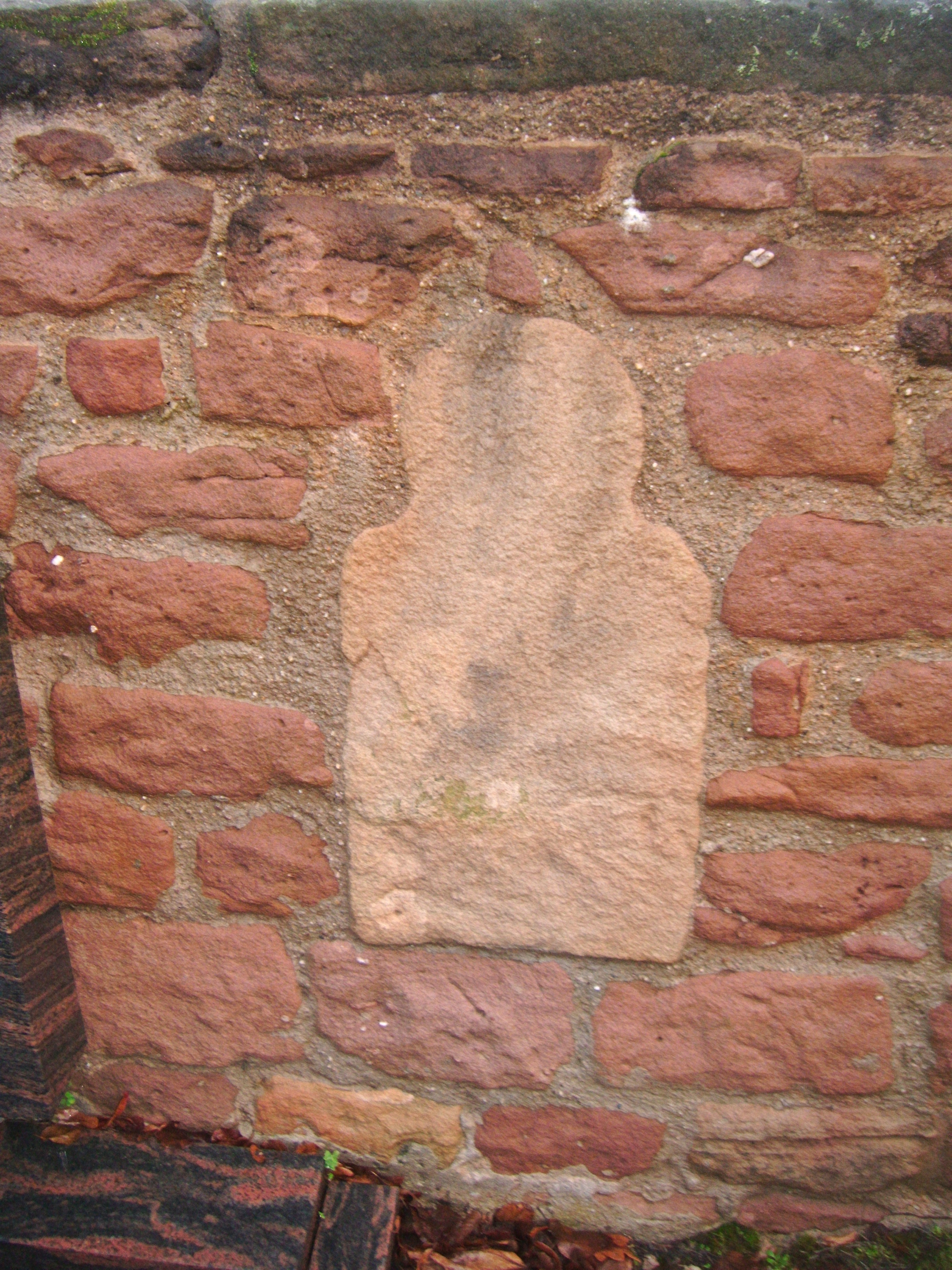
Spolie vom Kloster, eingelassen in die Friedhofsmauer
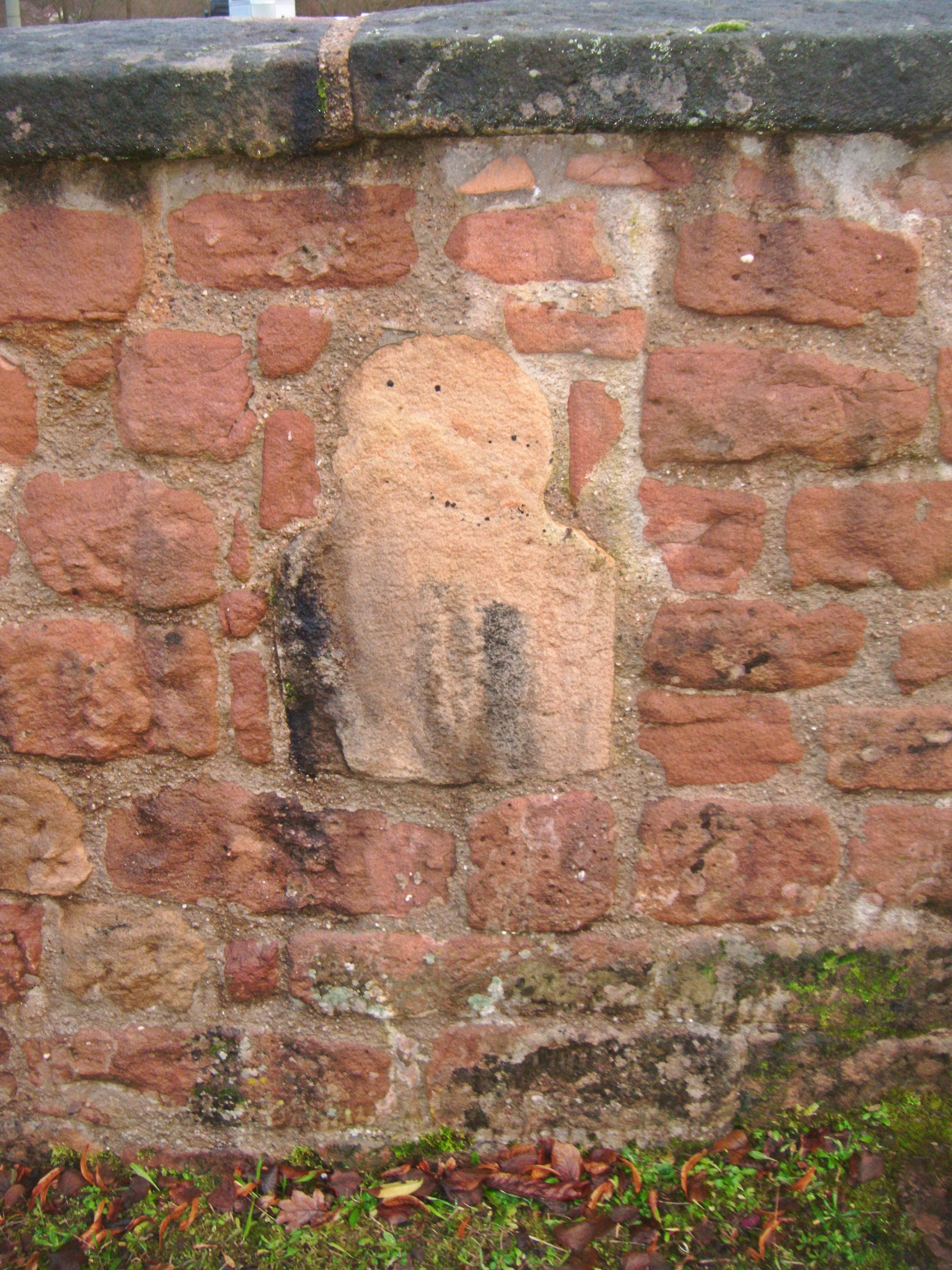
Spolie vom Kloster, eingelassen in die Friedhofsmauer
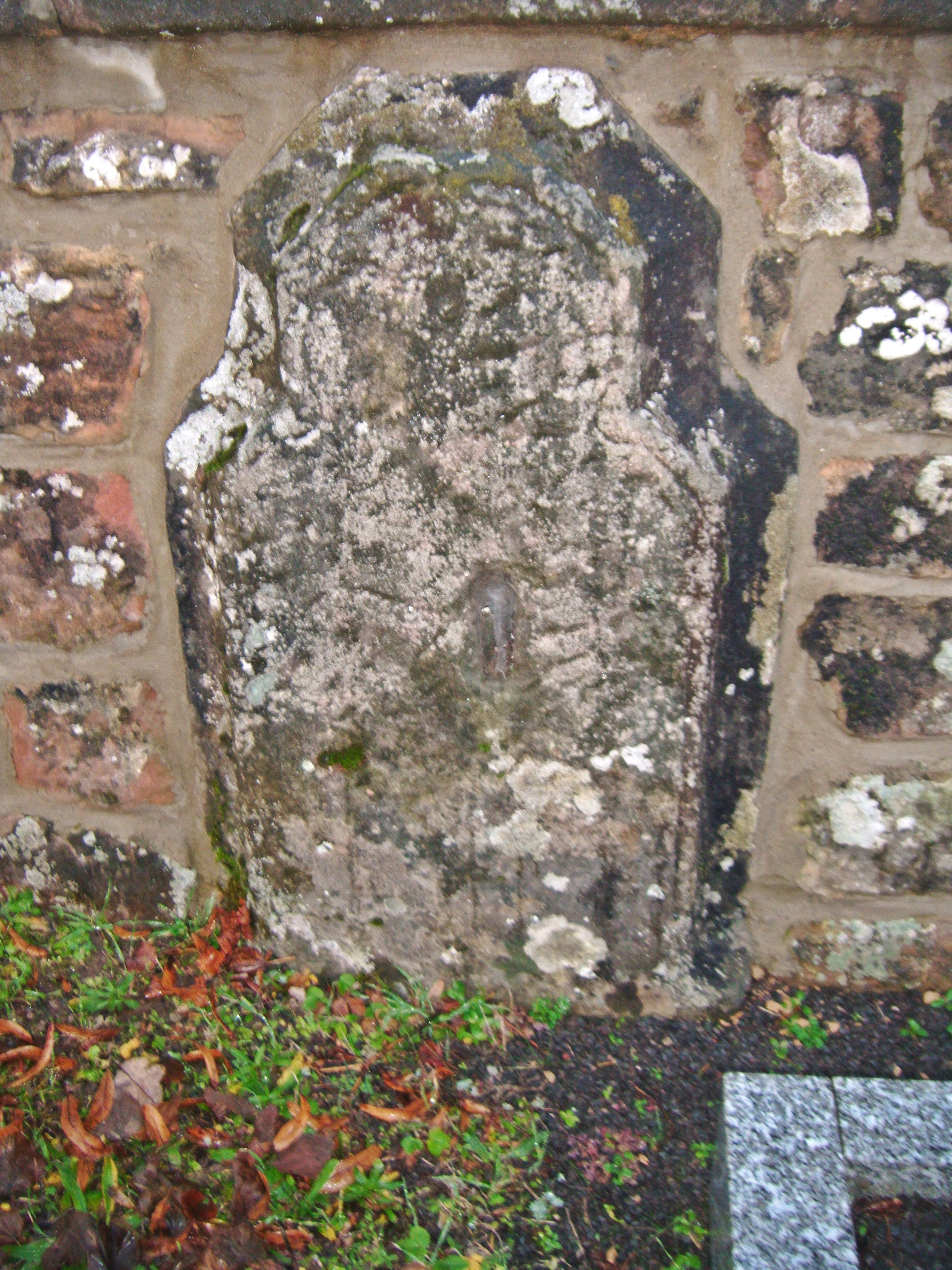
Spolie vom Kloster, eingelassen in die Friedhofsmauer
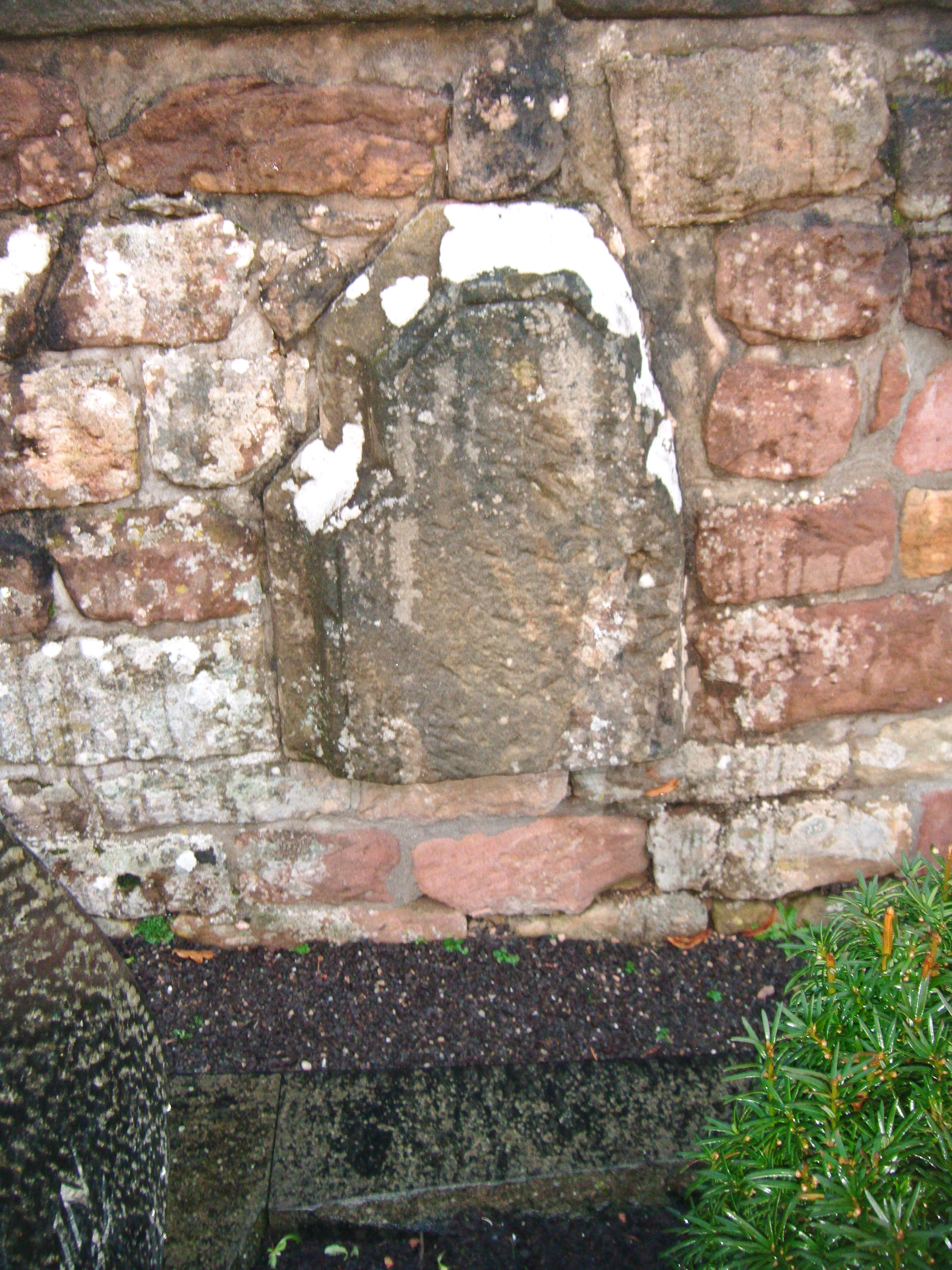
Spolie vom Kloster, eingelassen in die Friedhofsmauer
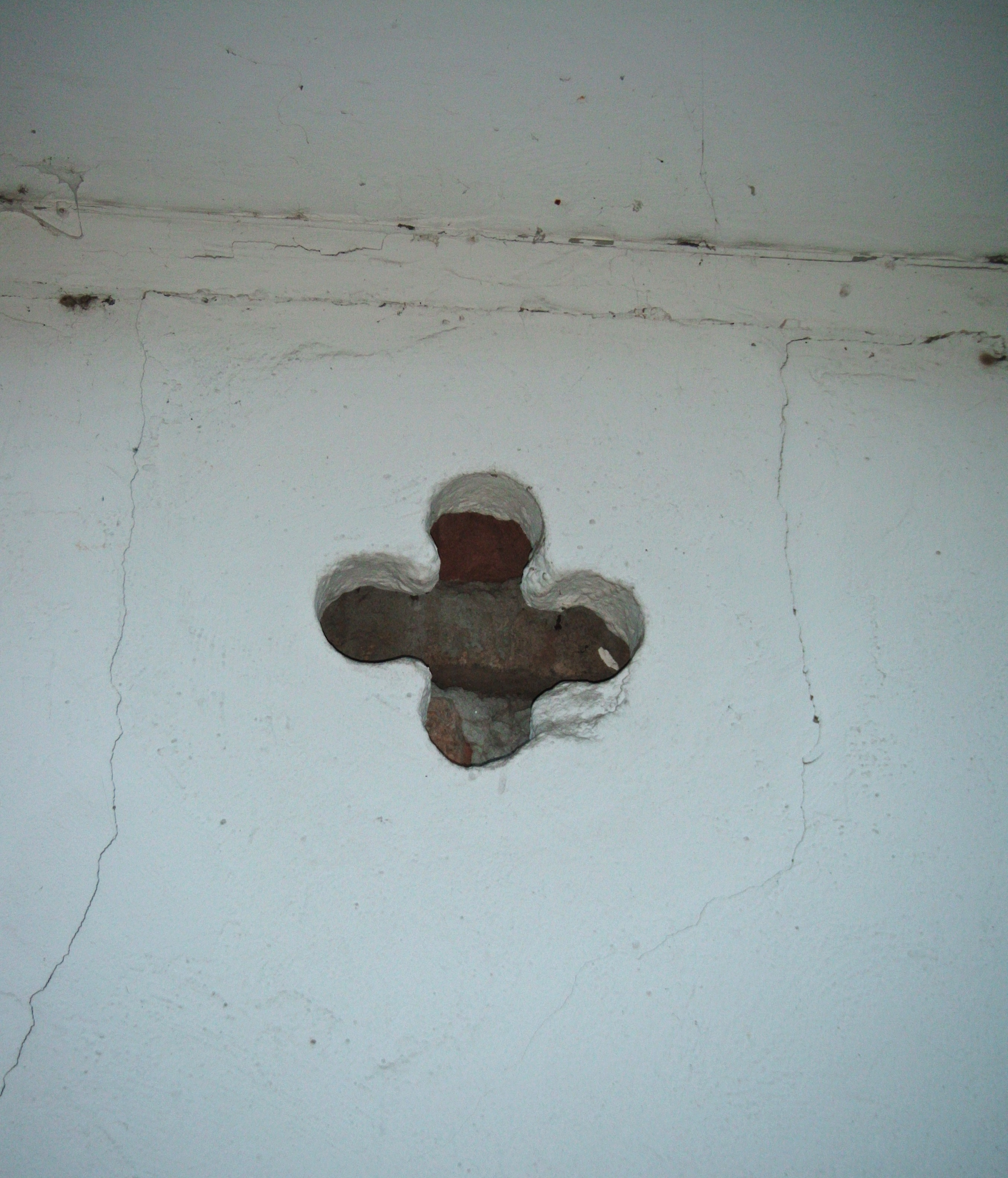
Spolie vom Kloster (Fensterluke aus Sandstein, in Form eines griechischen Kreuzes, überputzt und gestrichen) eingebaut am Anwesen Klosterhofstraße 5
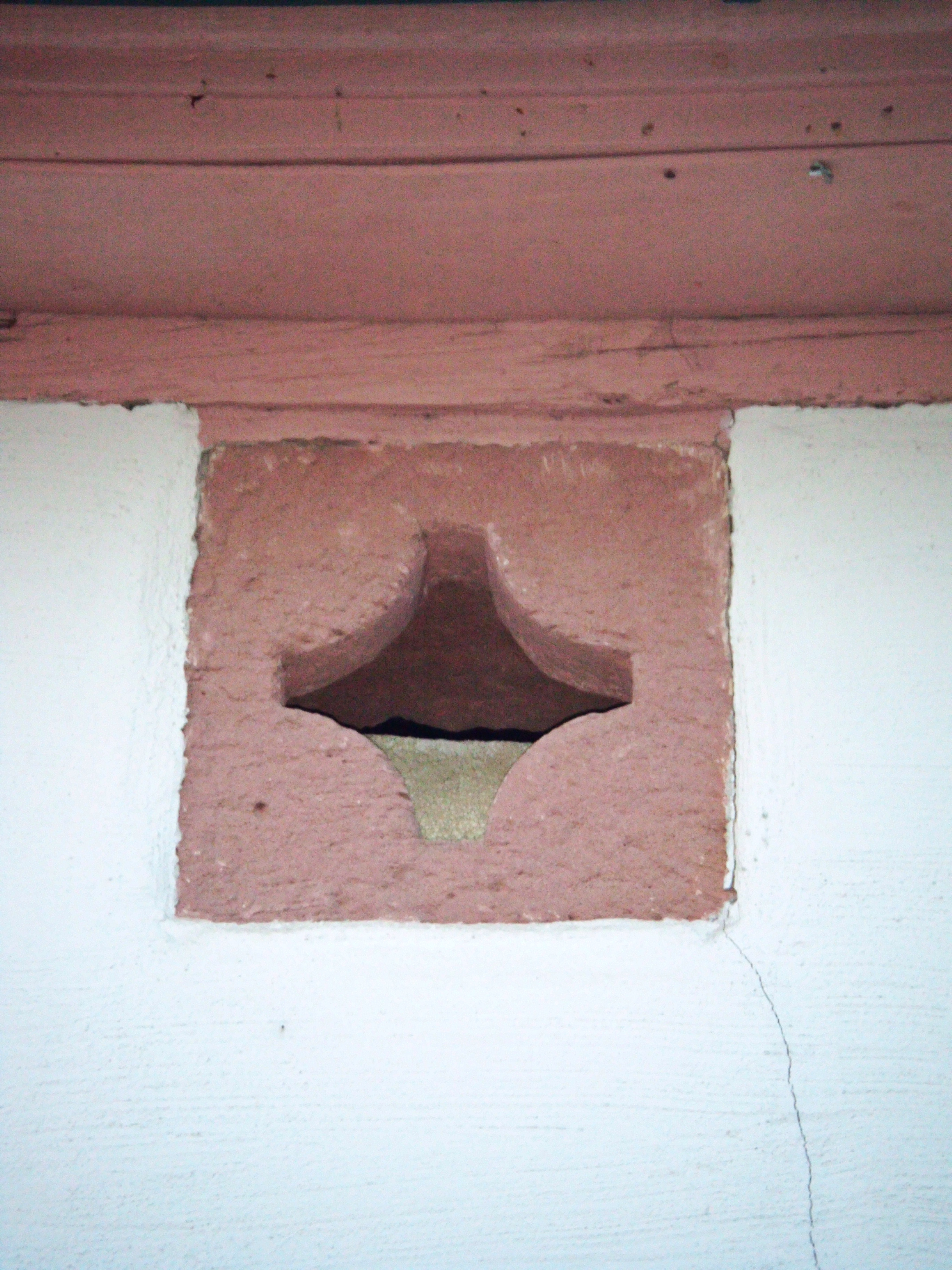
Spolie vom Kloster (Fensterluke aus Sandstein, in Form eines griechischen Kreuzes) eingebaut am Anwesen Klosterhofstraße 10
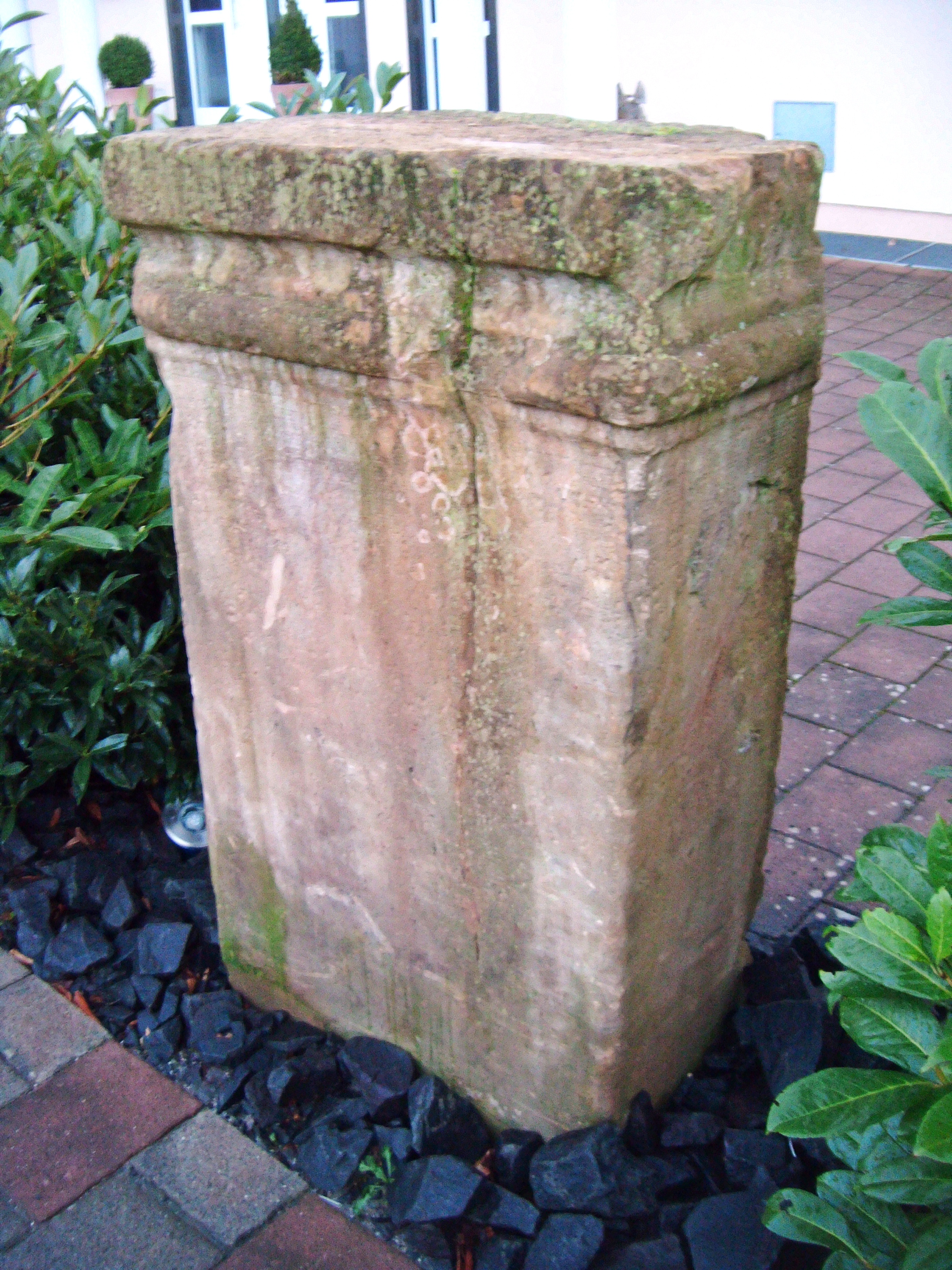
Profilierter Spolienstein vom Kloster. Ehemals in altem, abgerissenen Haus eingemauert; jetzt im Garten aufgestellt
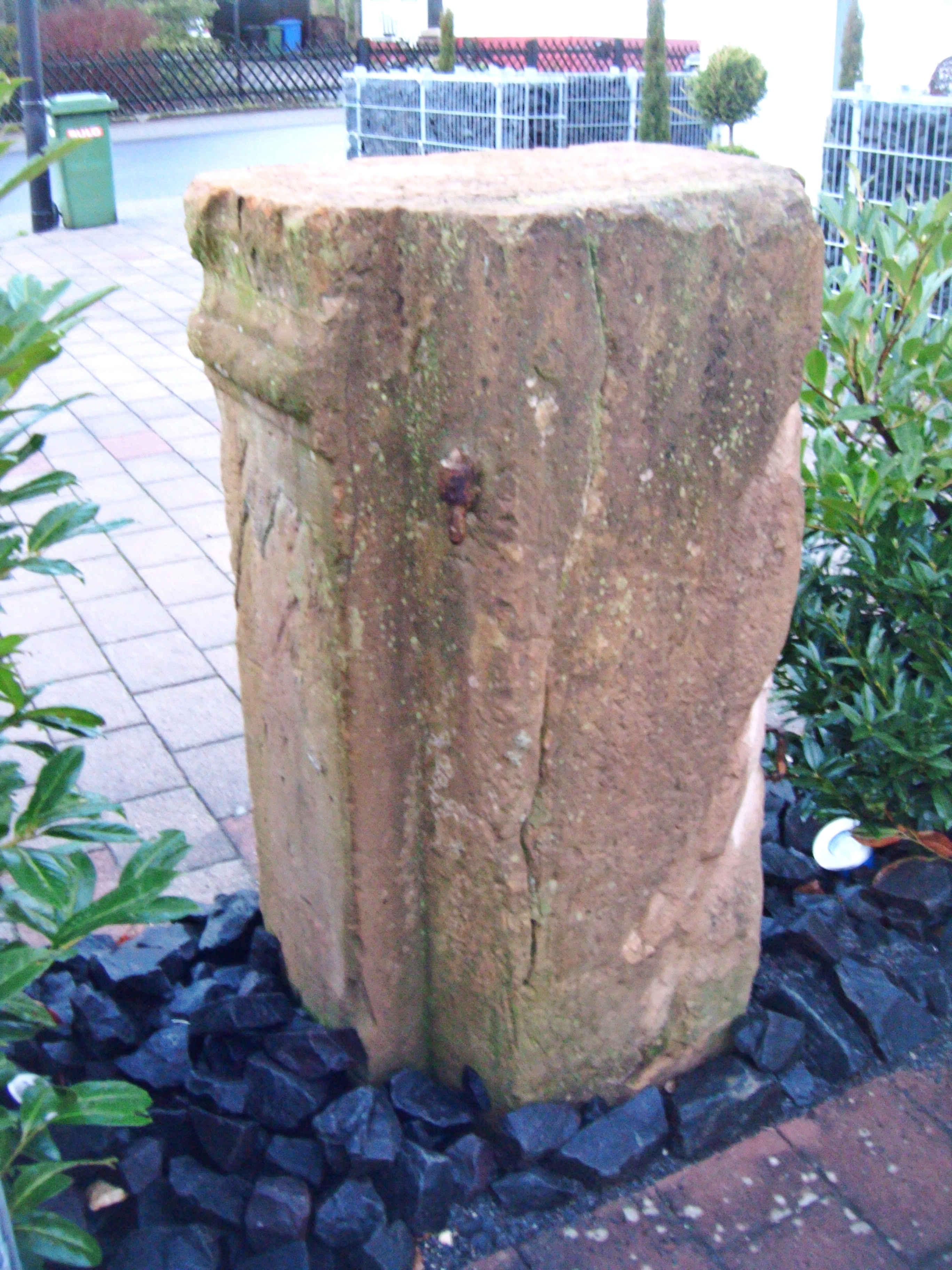
Rückseite des freistehenden Spoliensteines, mit Anschlagsfalz für Tür